# Pipe the Whiskers
Pour plus de détails, voir Fiche technique et Distribution.
Pipe the Whiskers est un film américain réalisé par Alfred J. Goulding, sorti en 1918.

## Fiche technique
- Titre : Pipe the Whiskers
- Réalisation : Alfred J. Goulding
- Production : Hal Roach
- Pays de production : États-Unis
- Format : Noir et blanc - 1,33:1 - Film muet
- Genre : comédie, court métrage
- Date de sortie : 1918

## Distribution
- Harold Lloyd : Janitor
- Snub Pollard
- Bebe Daniels
- Sammy Brooks
- Dee Lampton
- Gus Leonard
- Belle Mitchell
- Fred C. Newmeyer
- James Parrott